# Forge of Empires
Forge of Empires (сокращенно FoE; произн. как Фордж оф Эмпа́йрс; перевод. как Ку́зница империй) — многопользовательская браузерная онлайн-игра в жанре стратегии и градостроительства. Игра также доступна через специальное одноимённое приложение в смартфонах и планшетах на базах операционных систем Android и iOS. Разработчик и издатель — немецкая компания InnoGames. Игра начала работу с 17 апреля 2012 года, а в начале 2013 года в неё уже играли более десяти миллионов пользователей.
До 2014 года в игру можно было играть лишь через браузер ПК, в 2014 году было выпущено приложение для iOS, а в 2015 году и для Android.

## Награды
- Премия MMO за лучшую браузерную стратегию в 2013 году[5]
- Премия German Computer Game Award от Deutscher Computerspielpreis за лучшую браузерную игру в 2013 году[6]

## Геймплей

### Суть игры
Основная цель игры состоит в постройке, увеличении и развитии города, начиная с каменного века, и заканчивая Космическим хабом космической эры. Для постройки города имеется ограниченная территория, которая расширяется постепенно в ходе игры. Игрок может наполнять территорию различными зданиями, постройками и декорами, которые можно построить с помощью монет и ресурсов, которые собираются со зданий этой же территории.
Игрок начинает игру во главе маленького племени и деревушки. Со временем игрок развивает свою территорию, захватывает территории и увеличивает территории своего города, превращая его в империю. Игрок начинает игру в каменном веке, и вскоре перейдёт в бронзовый век, далее в железный век, в различные этапы средних веков, колониальный период, индустриальную эпоху, эру прогрессивизма и так далее до  Космического хаба космической эры. При переходе в новые эпохи игроку открываются новые технологии в дереве исследований. Как только игрок и его империя перейдут в следующую эпоху, город получает новую Ратушу (главное здание в игре) вместо старой, в соответствии со своей эпохой. Иногда при переходе в новую эпоху, игрок получает несколько новых зданий, которые может построить сразу.
На карте континента игрок может расширить свою империю, захватывая новые земли и провинции. Провинции захватываются в боях, или во время переговоров, где игрок отдает определённые материалы правителю земли взамен на территории. Захваченные территории приносят различные бонусы, разово или постоянно.
В основном игрок играет в своём городе и на карте континента, но может взаимодействовать со своими соседями, торгуясь для получения необходимых ресурсов и материалов, посещая их города и помогая им, или же нападая на город другого игрока, и в случае успеха грабя их. Помощь других игроков также понадобится для постройки великих строений. Игроки могут также объединиться в гильдии (союзы), для помощи друг другу. Игрокам, состоящим в гильдии, еженедельно доступна возможность прохождения Экспедиции Гильдии, для получения различных бонусов.
В игре также можно проводить исследования для открытия новых зданий и умений, а также для перехода в следующую эпоху. Для исследований используются, в основном, стратегические очки, а для их открытия различные виды валюты игры и товары начиная с железного века.

## Карта континента
Карта Континентов состоит из разных континентов. Некоторые из них представляют собой различные эпохи, но игрок также найдёт на ней доступ к карте континентов Гильдий, а так же выход в собственный город. Она имитирует завоевательную деятельность, при которой игрок может проводить экспансию земель несколькими способами: с помощью атакующей армии, либо с помощью переговоров и платы некоторого количества ресурсов.

## Типы зданий
В игре имеются несколько типов зданий, которые производят монеты, ресурсы, производственные материалы и другие нужные в игре вещи.
- Жилые здания — увеличивают свободное население, а также производят монеты.
- Производственные постройки — приносят ресурс.
- Промышленные постройки — занимаются добычей товаров разных эпох (если на военной карте континента открыто месторождение определённого ресурса, вы получите бонус к его производству).
- Общественные постройки и декор — увеличивают уровень счастья населения, тем самым увеличивая производство монет и ресурсов.
- Военные строения — позволяют нанимать разные типы войск.
- Дороги — дорогами нужно соединять любые строения, кроме декоративных, с главным зданием; так же они дают небольшой бонус к счастью населения.
- Расширения — увеличение территории за монеты, бриллианты и медали.
- Великие строения — показываются только те ВС, в которых у вас уже есть хотя бы один чертеж.

Здания группируются по эпохе, то есть, каждое здание имеет внешность в соответствии со своей эпохой. К примеру, в каменном веке жилое здание это хижина, в бронзовом веке это свайное жилище, в раннем средневековье это дом с гонтовой кровлей, в колониальной эпохе это дом с арками и так далее. Следует отметить, что в одной эпохе несколько зданий одного типа представлены на выбор, то есть есть три вида жилых зданий, пять видов промышленных и тому подобное.

### Великие строения
В игре есть возможность построить уникальные здания — Великие строения. Как правило, это известные, существующие или несуществующие ныне здания и постройки. Отличительная особенность великих строений в том, что их не могут разграбить другие игроки, которые напали на ваш город и победили вашу армию. Их бонусы весьма разнообразны и существенно влияют на игровой процесс. На апрель 2021 года существует 42 Великих строения в игре, среди которых Вавилонская башня, Статуя Зевса, Собор Святой Софии, Александрийский маяк, Колизей, Ахенский собор, Храм Василия Блаженного и другие. Для постройки Великого строения нужно собрать 9 чертежей этого строения, а также товары определённой эпохи, к которой относится строение. Все великие строения можно улучшать по уровням, вкладывая стратегические очки. Более высокие уровни увеличивают размер бонусов от здания. Первый комплект из 9 чертежей позволяет улучшить здание до 10 уровня, каждый уровень выше 10 требует нового полного комплекта чертежей.

## Валюты в игре
В игре присутствуют несколько валют для игры: монеты, ресурсы, товары, медали, бриллианты и Стратегические очки (Forge Points). Валюты приобретаются различным путём. Бриллианты — единственная валюта в игре, которая покупается за реальные деньги.
- Монеты и ресурсы добываются за счет жилых и производственных зданий, а также даются в призах за квесты, экспедицию, захват провинций на карте континента, и т.д. Используются для построек, найма войска, изучения технологий.
- Товары — в промышленных постройках и некоторых Великих Строениях, а также в призах аналогично монетам и ресурсам. Используются для изучения технологий, прохождение экспедиции без сражений, в переговорах на карте континента, для постройки Великих строений. К каждой эпохе относится 5 видов товаров, например, в Железном веке это Железо, Ткань, Известняк, в Бронзовом — Дерево, Мрамор, и т.д.
- Медали можно получить за вложение Стратегических очков (СО) в Великие строения (ВС) других игроков, за призовые места в башнях эпохи, за некоторые уровни экспедиции. Используются для расширения территории города, а также для доп. попыток при прохождении экспедиции.
- Бриллианты — уникальная валюта ФоЕ. Её можно приобрести за реальные деньги, получить за прохождение заданий, за некоторые точки экспедиции и на Полях битвы гильдий, а также их может произвести колодец желаний и фонтан молодости с некоторой вероятностью. Использовать можно практически везде — для ускорения постройки, для лечения/воскрешения воинов, для постройки ВС, для изучения технологий и т. д., но в первую очередь — для расширения территории города.
- Стратегические очки (СО) — ещё одна уникальная валюта игры. Добавляется по 1 шт. в час, но не копится выше 10. Можно приобрести за бриллианты и за монеты. С каждой новой покупкой за монеты единица СО дорожает на 50. Также СО приносят некоторые особые здания и великие строения. Используется для улучшения ВС, а также для изучения технологий.